# Estación de Valencia de Alcántara
Valencia de Alcántara es una estación de ferrocarril situada en el municipio español de Valencia de Alcántara, en la provincia de Cáceres (comunidad autónoma de Extremadura), muy cerca de la frontera con Portugal. Las instalaciones cumplen funciones logísticas, disponiendo también de algunos servicios de pasajeros. Históricamente, Valencia de Alcántara fue una estación importante debido a que constituía la última parada en el lado español de la línea Madrid-Lisboa antes de cruzar la frontera, si bien en los últimos años ha perdido importancia por el cierre de la conexión fronteriza.

## Situación ferroviaria
La estación, situada a 382,89 metros de altitud, forma parte del trazado de las siguientes líneas férreas:
- Línea férrea de ancho ibérico Madrid-Valencia de Alcántara, punto kilométrico 420,0.[2]
- Línea férrea de ancho ibérico Valencia de Alcántara-Frontera, punto kilométrico 420,0.[2]

En ambos casos, el trazado es de vía única y está sin electrificar.

## Historia
La estación fue inaugurada el 15 de octubre de 1880 con la apertura al tráfico del tramo Cáceres-Valencia de Alcántara de la línea que pretendía prolongar la línea Madrid-Malpartida de Plasencia hasta la frontera portuguesa por Cáceres y Valencia de Alcántara, buscando así un enlace con Portugal más directo al ya existente por Badajoz. En octubre de 1881 entraría en servicio toda la línea Madrid-Frontera portuguesa. Las obras corrieron a cargo de la Compañía de los Ferrocarriles de Madrid a Cáceres y Portugal. A pesar de contar con este importante trazado —que tenía en Madrid como cabecera a la estación de Delicias—, la compañía nunca gozó de buena salud financiera. Finalmente, acabaría siendo intervenida por el Estado en 1928, transfiriendo sus líneas e infraestructuras a la Compañía Nacional de los Ferrocarriles del Oeste.
En 1941, con la nacionalización de toda la red ferroviaria de ancho ibérico, la estación pasó a ser gestionada por RENFE. A partir de 1943 comenzó a circular el Lusitania Expreso, que en Valencia de Alcántara —antes de entrar en el tramo portugués— realizaba una parada para el cambio de locomotoras entre los Caminhos de Ferro Portugueses y RENFE. En las siguientes décadas circularían otros servicios como el TER Lisboa Expresso, el Talgo Luís de Camões o el Trenhotel Lusitania, que realizaban parada en la Valencia de Alcántara. Esto reforzó el carácter de estación internacional que ya tenía desde su entrada en servicio durante el siglo XIX. En enero de 2005, con la división de la antigua RENFE, el ente Adif es el titular de las instalaciones ferroviarias mientras que Renfe Operadora explota la línea. En agosto de 2012 se clausuró el enlace portugués con la línea procedente de España, el llamado ramal de Cáceres. Esto supuso que Valencia de Alcántara perdiera el tráfico de carácter internacional que había tenido y, con ello, que se redujera considerablemente su importancia. Desde ese momento la estación quedó limitada al tráfico de carácter regional.

## La estación

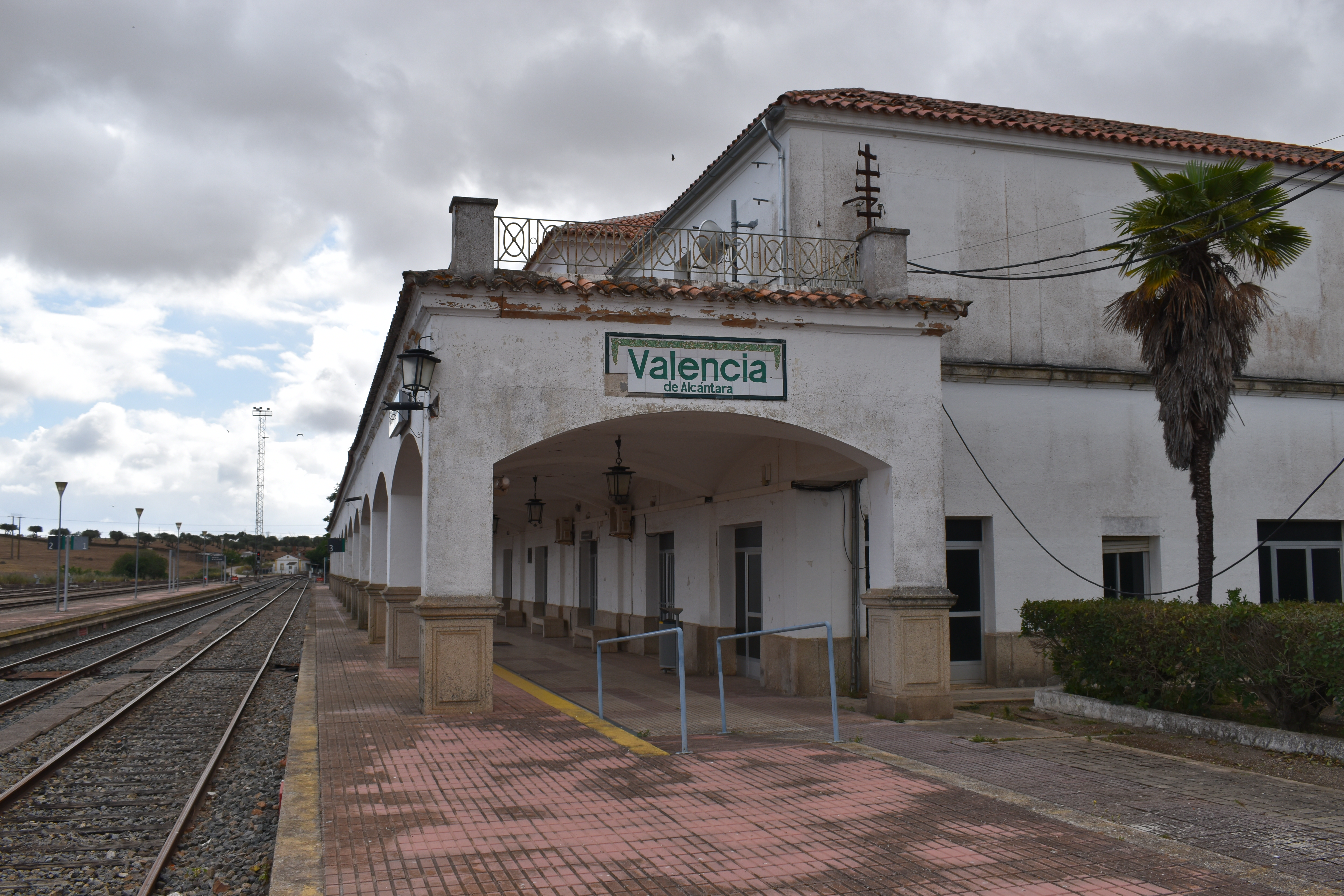
Vista de la estación, en 2022.

Está ubicada al norte del municipio. Cuenta con un amplio edificio para viajeros formado por un cuerpo central y dos anexos laterales. Todo el conjunto tiene dos pisos de altura. Un largo pórtico adornado por arcos rebajados sirve de protección a los viajeros en el andén lateral. Al mismo accede la vía 3, mientras las vías 1 y 2 lo hacen al andén central. La estación, debido a sus funciones logísticas, suma otras nueve vías más situadas todas ellas en paralelo a las ya mencionadas y numeradas como vías 4, 6, 8, 10, 12 y 14. Sí tienen una disposición diferente la vía 7 (prolongación de la 3) y la vía 18 (prolongación de la 14).

## Servicios ferroviarios
En esta estación efectúan parada trenes Regional Exprés que unen Valencia de Alcántara con Cáceres. Este servicio se presta únicamente los miércoles, viernes y domingos con frecuencia de 1 tren por sentido.
| Línea MD | Trenes   | Origen/Destino |  | Destino/Origen        |
| -------- | -------- | -------------- |  | --------------------- |
| 52       | Regional | Cáceres        |  | Valencia de Alcántara |